# Meiogyne baillonii
Meiogyne baillonii är en kirimojaväxtart som först beskrevs av André Guillaumin, och fick sitt nu gällande namn av E.C.H.van Heusden. Meiogyne baillonii ingår i släktet Meiogyne och familjen kirimojaväxter. Inga underarter finns listade i Catalogue of Life.